# Вітрянка (Перекопський район)
Вітря́нка (до 1948 року — Чєркє́з, крим. Çerkez) — село Перекопського району Автономної Республіки Крим.

## Опис
Розташоване в центрі району. Відстань від райцентру до населеного пункта становить 38 кілометрів по прямій.
За даними сільрадина 2009 рік, село займало площу 11,6 га на якій у 125 дворах проживало 267 осіб.

## Історія
В останній період Кримського ханства Чегир входив до кадилика Самарчик Перекопського каймаканства, перша документальна згадка селища зустрічається в Камеральному Описі Криму… 1784 року.
За Відомістю про волостя і селища, в Євпаторійському повіті зі свідченням числа дворів і душ ... від 19 квітня 1806 в селі Черкес було 10 дворів, 68 кримських татар і 6 ясирів.
У «Списку населених місць Таврійської губернії за даними 1864 року», складеному за результатами VIII ревізії 1864 року, Черкез — володарське кримськотатарське село, з 6 дворами, 44 жителями та мечеттю при колодязях.
У 1890 році в селі з'явилася колонія німців-лютеран Черкез Німецький.
Згідно зі Списком населених пунктів Кримської АРСР по Всесоюзному перепису 17 грудня 1926 року, в селі Черкез (татарський) було 60 дворів, їх 55 селянських, населення становило 265 осіб, усі кримські татари, діяла кримськотатарська школа, а в селі Черкез (німецький) було 24 двори, з них 22 селянські, населення становило 91 людину, з них 79 німців та 12 росіян.
18 серпня 1941 року німці з села були насильно виселені, спочатку до Ставропольського краю, а потім до Сибіру і північного Казахстану. 18 травня 1944 кримські татари були насильно виселені до Центральної Азії.
18 травня 1948 року Указом Президії Верховної Ради РРФСР Черкез татарський об'єднали з Черкезом німецьким і перейменували на Вітрянку.